# پایگاه هوایی لبدین
پایگاه هوایی لبدین (به انگلیسی: Lebedyn (air base)) یک فرودگاه نظامی و متروک است که یک باند فرود بتن دارد و طول باند آن ۲۵۰۰ متر است. این فرودگاه در شهر  لبدین کشور اوکراین قرار دارد و در ارتفاع ۱۴۵ متری از سطح دریا واقع شده است.